# Давташенский мост
Давташенский мост (арм. Դավթաշենի կամուրջ, мост Давташен, мост Давиташен) — автодорожный мост через реку Раздан в Ереване, Армения. Соединяет улицу Вагарша Вагаршяна (район Арабкир) с улицей Сасна Црери в районе Давташен.

Памятная стела в честь Семёна Багдасаряна, автора и главного инженера Давташенского моста

Технический проект моста был одобрен 2 сентября 1977 года Советом министров СССР. Строительство началось в 1978 году с целью соединить отсеченный Разданским ущельем район Давташен с городом. До строительства Давташенского моста ближайшим способом добраться до Давташена был мост Киевян, построенный в 1956 году.
Вскоре после начала строительства работы были заморожены и возобновлены только после распада Советского Союза. Мост был сдан в эксплуатацию в 2000 году; полностью строительные работы завершили в 2001 году. У въезда на мост со стороны района Давташен установлен памятный знак в честь Семёна Арменовича Багдасаряна, автора и главного архитектора моста.
Ввиду высоты и удобного расположения Давташенский мост используется экстремалами для прыжков и спуска на зиплайне.

## Особенности конструкции
Мост состоит из пяти прямых пролётов длиной 47,8 м (первый), 80 м (второй, третий и четвёртый) и 64 метра (пятый), а также из пяти боковых виадуков, примыкающих к берегам. Общая длина моста составляет 496 метров, ширина — 32 метра, из которых 26 метров приходится на дорожное полотно. Высота моста над уровнем реки Раздан составляет 92 метра. Металлические конструкции моста весят 4555 тонн; при строительстве использовано 9100 м³ усиленного железобетона и 4690 м³ преднапряженных железобетонных конструкций. Площадь дорожного покрытия на мосту — 15900 м². Мост построен компанией «Камуржшин».

## Галерея

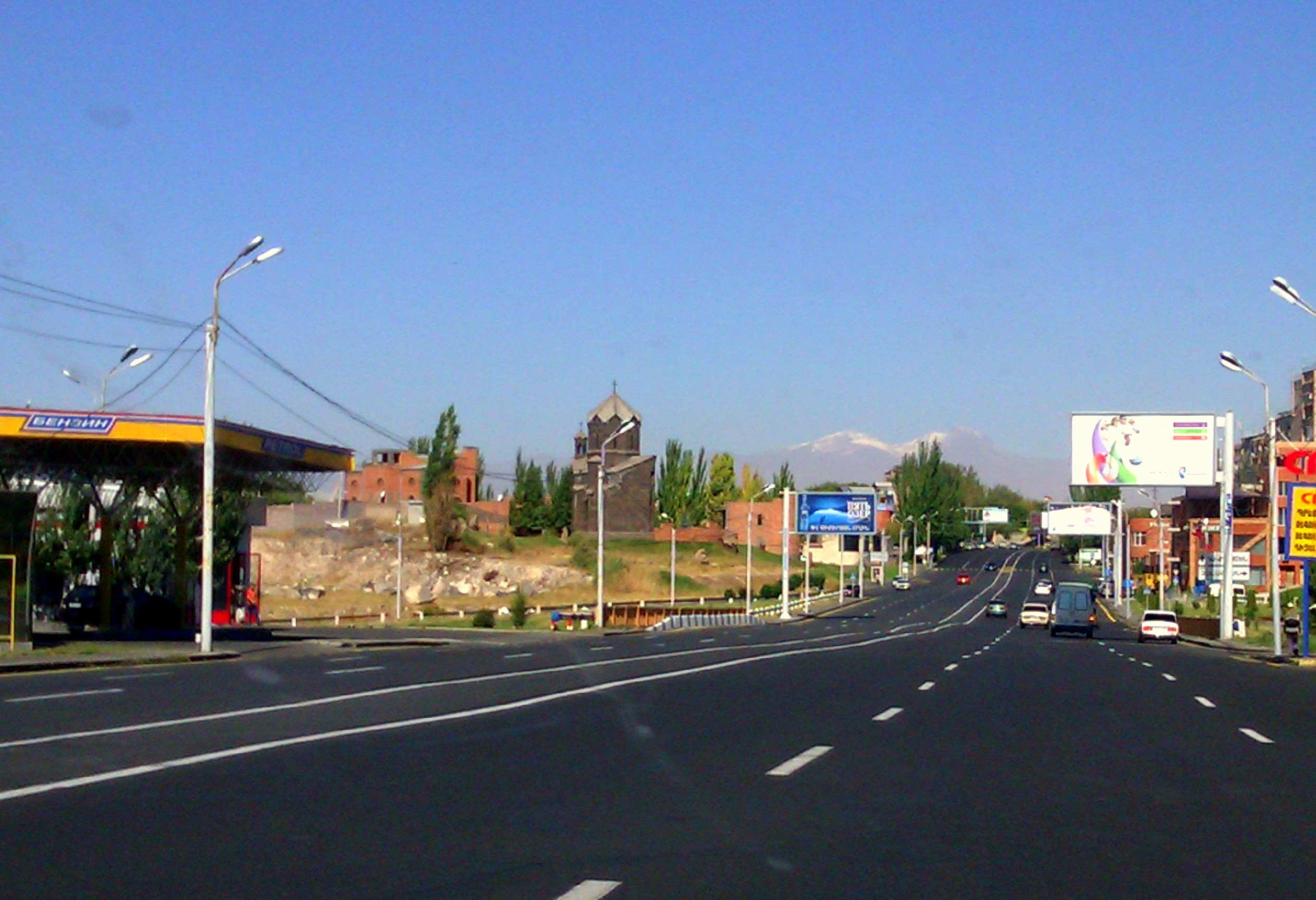
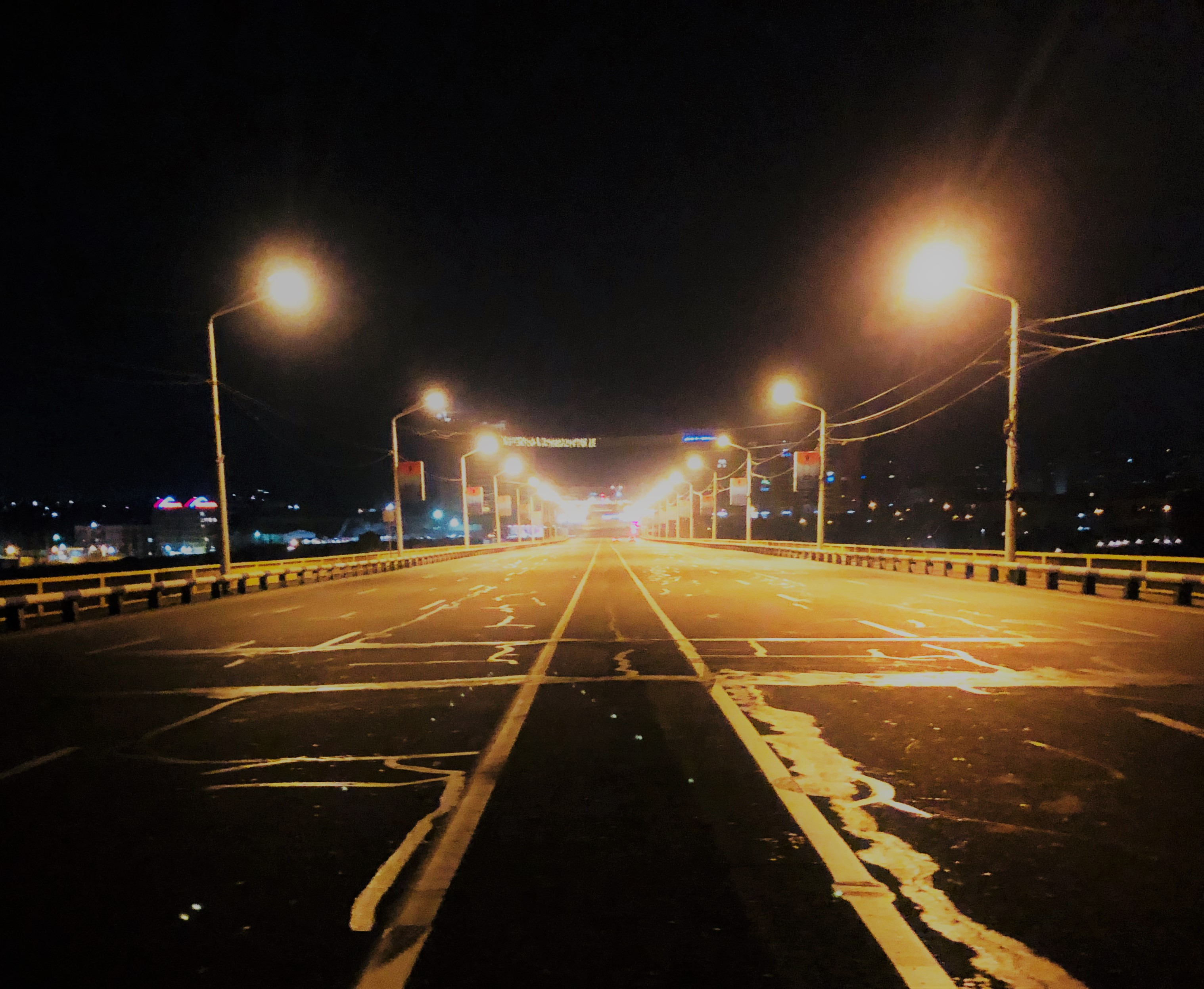
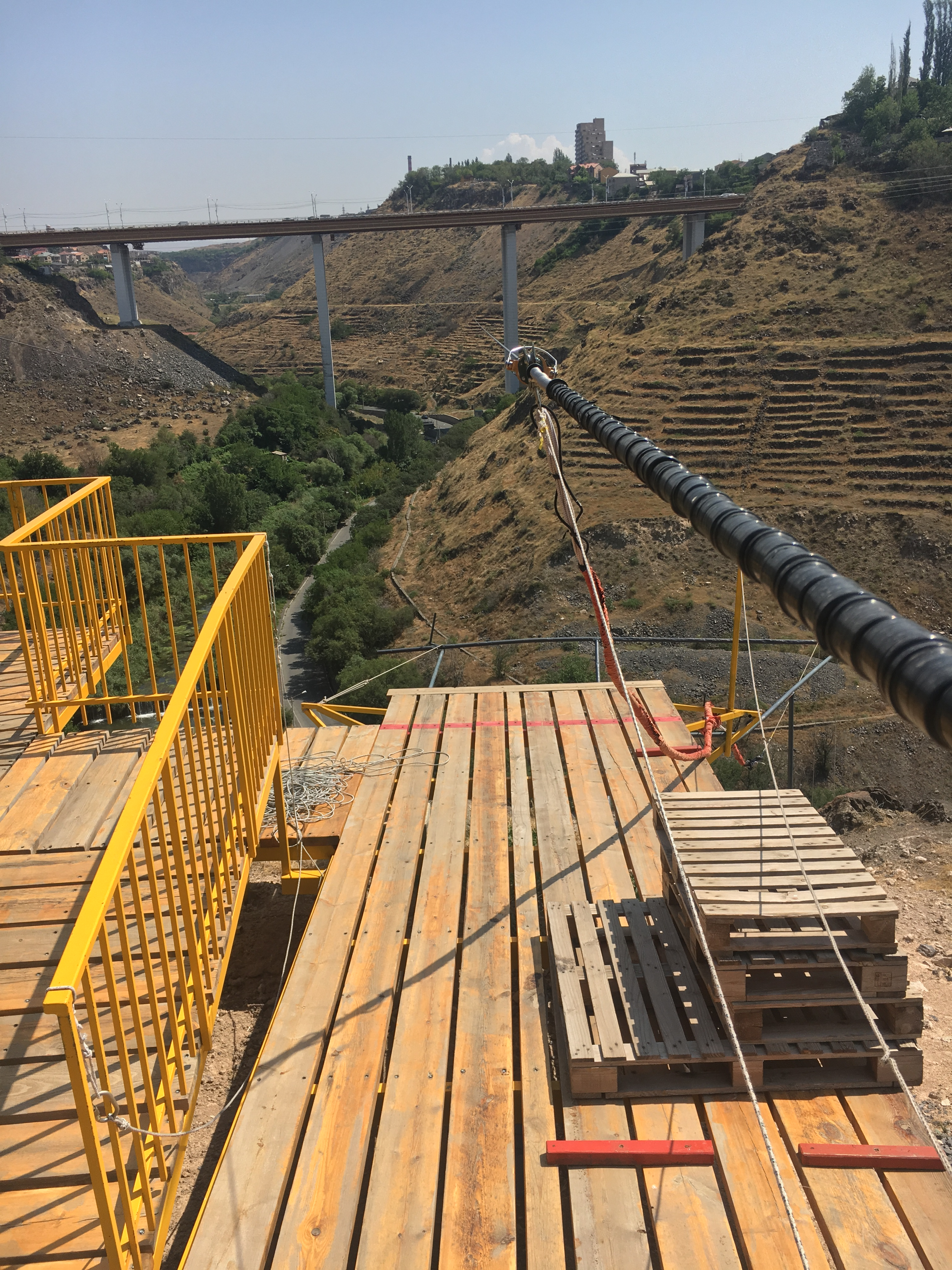
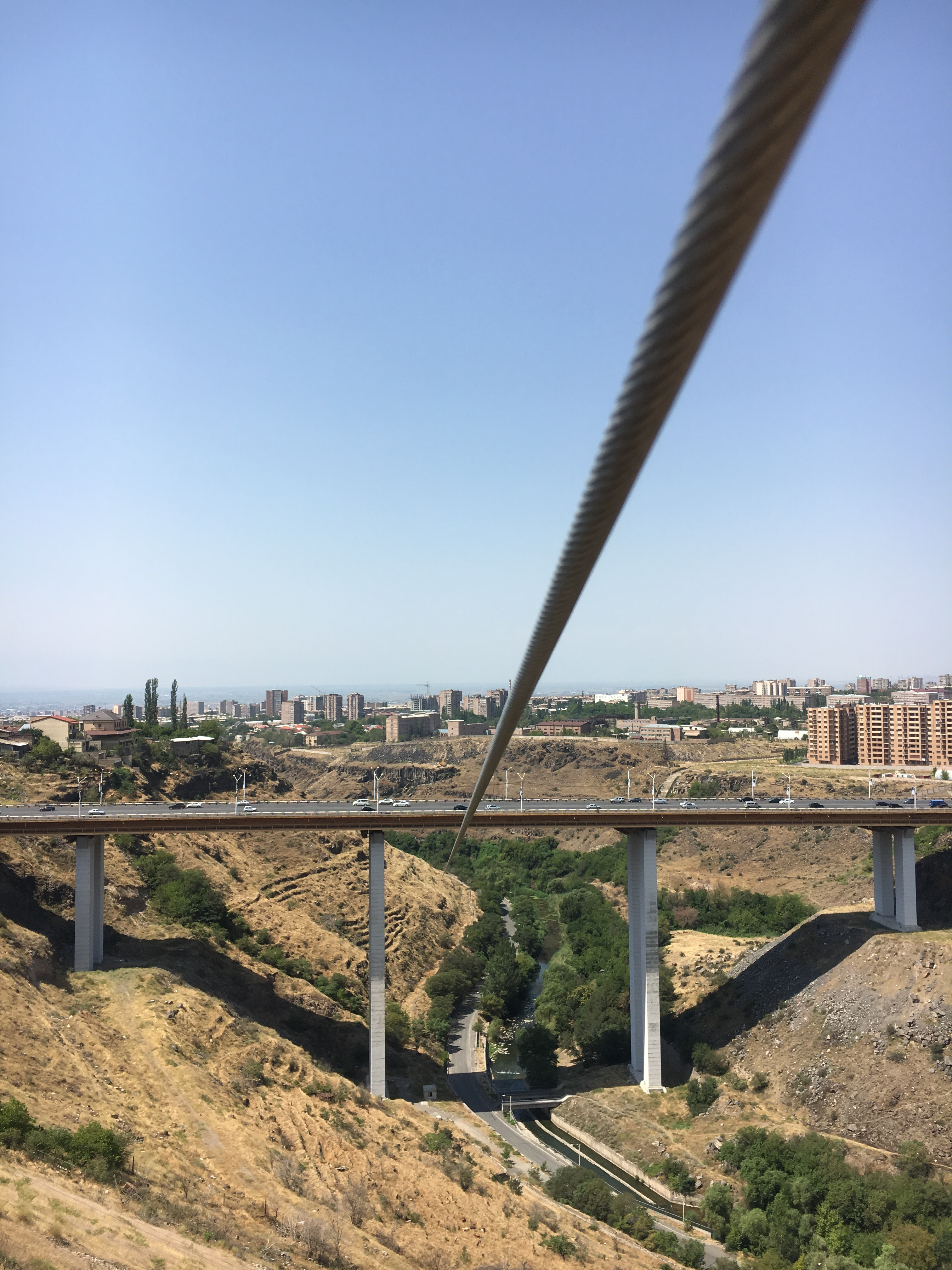
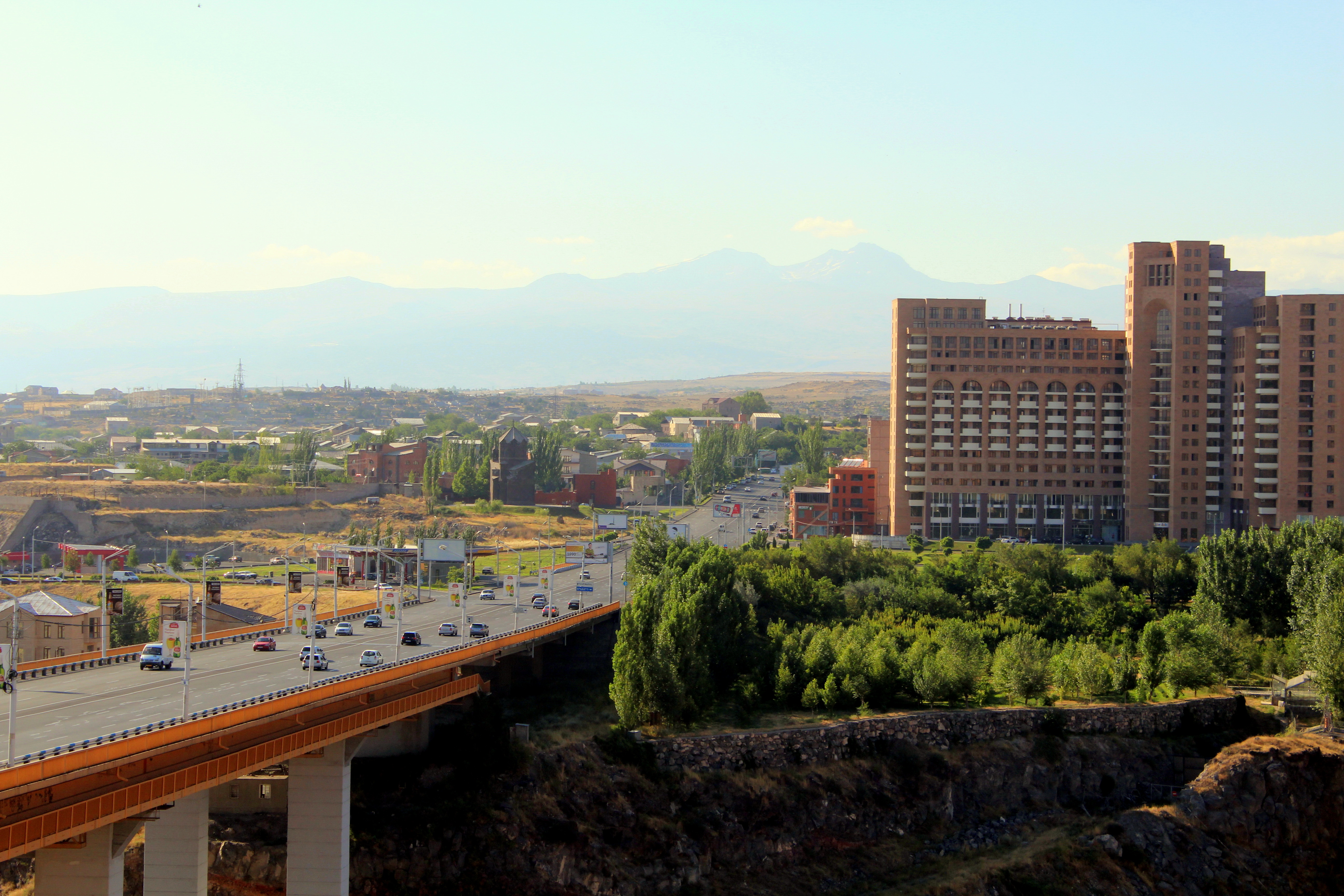
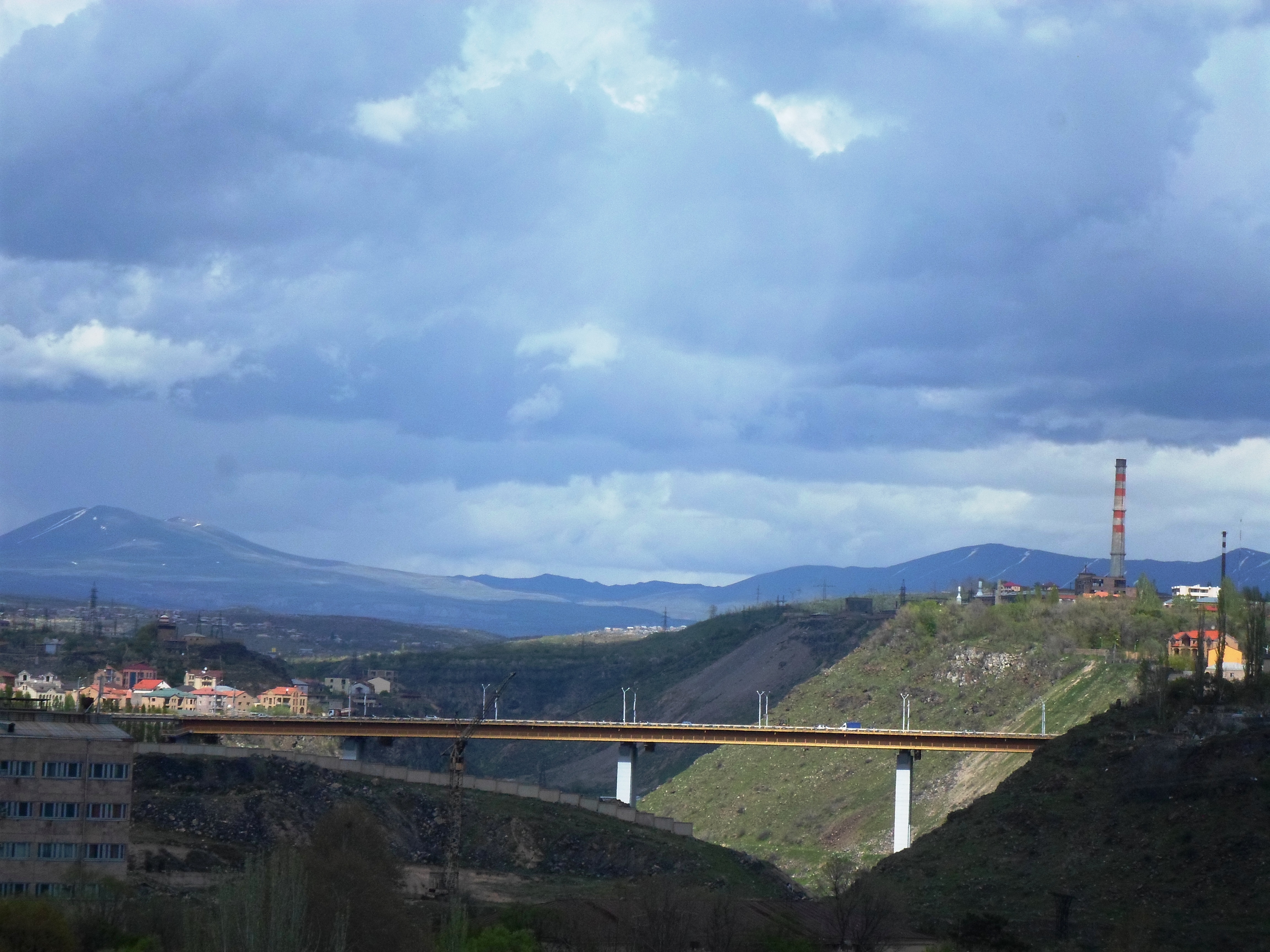
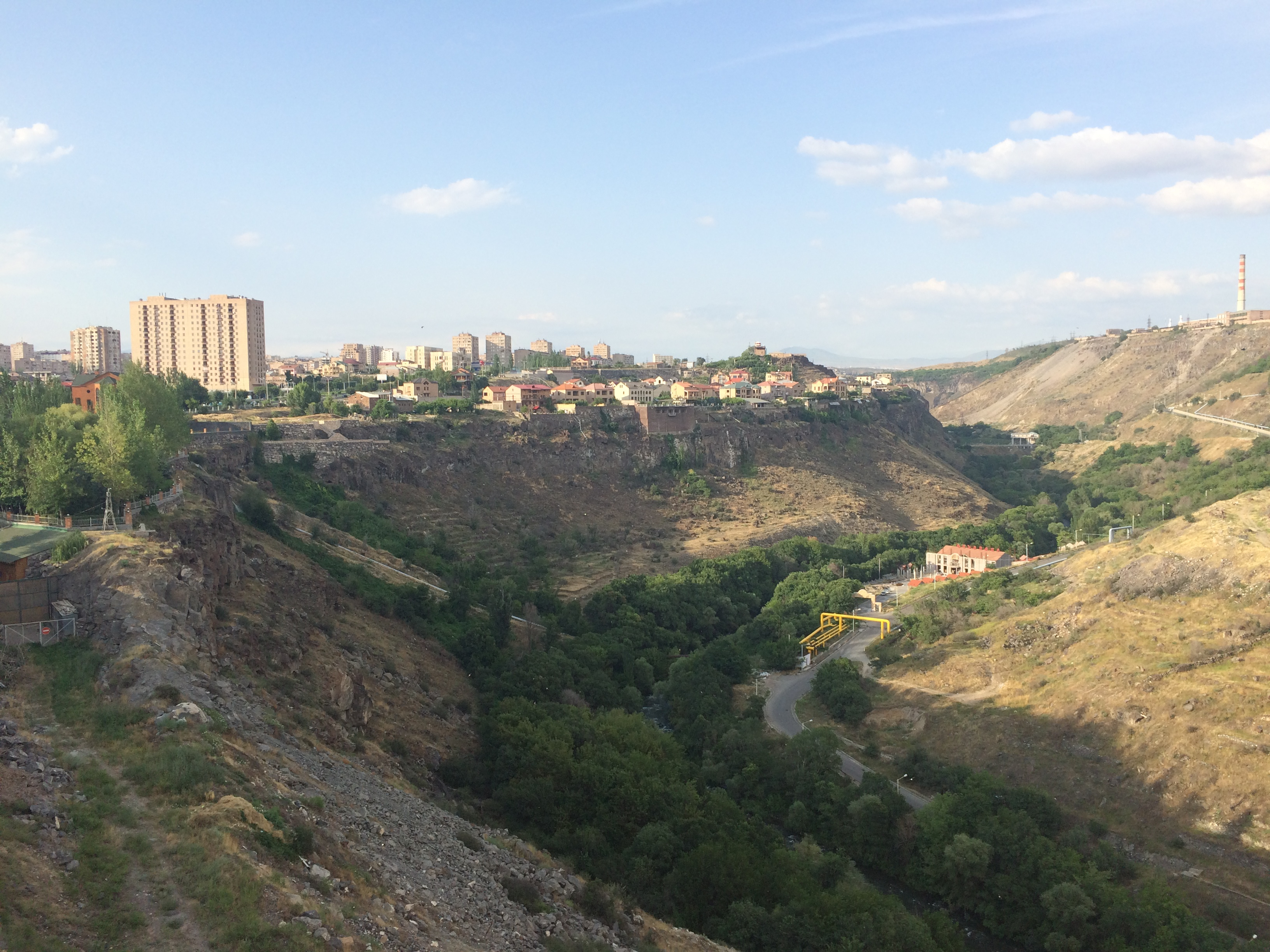